# Ворсино (село, Калузька область)
Ворсино (рос. Ворсино) — село в Боровському районі Калузької області Російської Федерації.
Населення становить 1684 особи. Входить до складу муніципального утворення Муніципальне утворення село Ворсино.

## Історія
До 1944 року населений пункт належав до Московської області. Від 1944 року в складі Калузької області.
Від 2004 року входить до складу муніципального утворення Муніципальне утворення село Ворсино.

## Населення
| 2002 | 2010  |
| ---- | ----- |
| 1489 | ↗1684 |